# Saint-Ciers-Champagne

Saint-Ciers-Champagne este o comună în departamentul Charente-Maritime, Franța. În 1 ianuarie 2022 avea o populație de 388 de locuitori.